# Ancylopus pictus asiaticus
Ancylopus pictus asiaticus es una subespecie de coleóptero de la familia Endomychidae.

## Distribución geográfica
Habita en China, Tonkin y Japón.